# Meister der Pietá Fogg

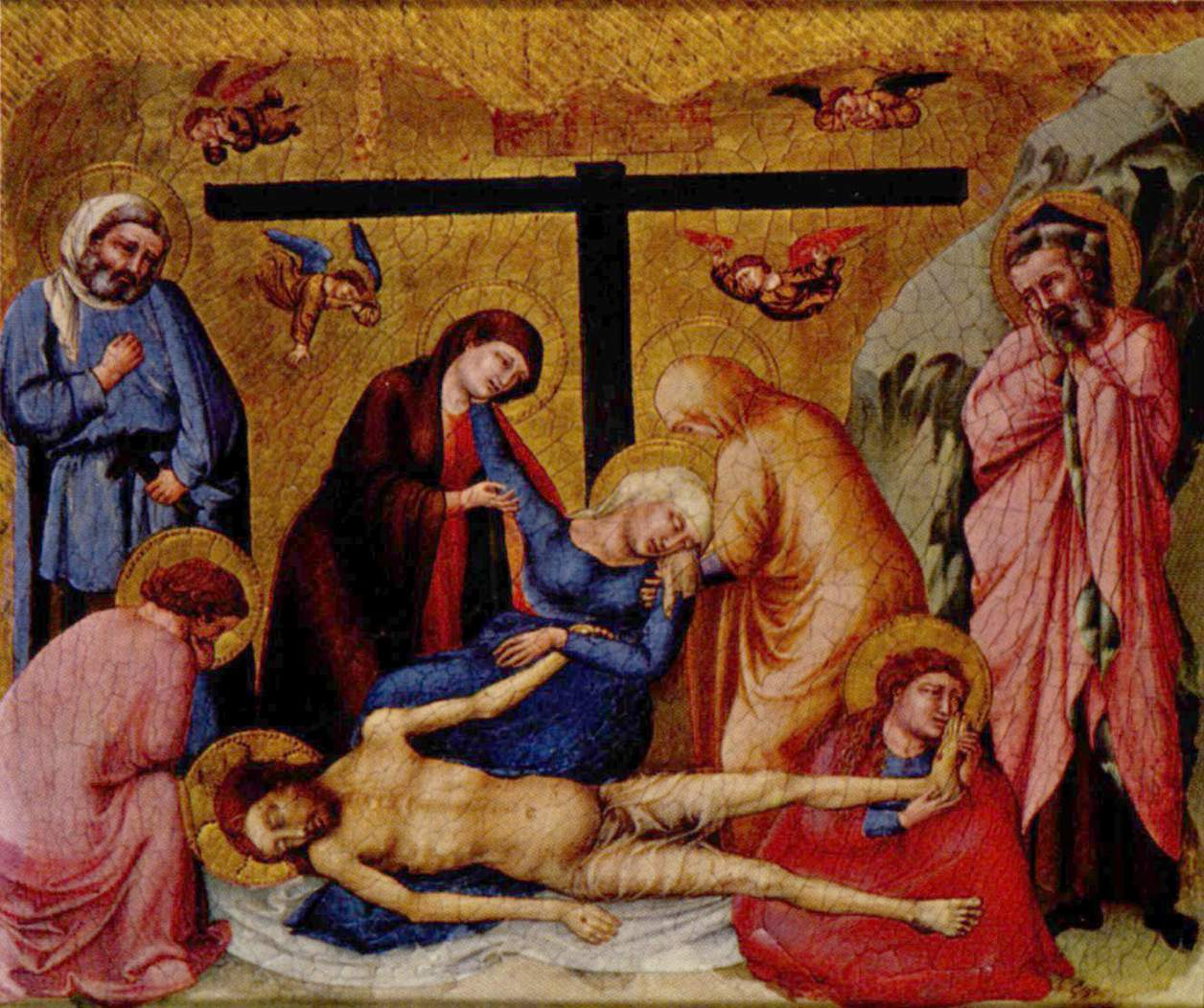
Meister der Pietá Fogg: Beweinung Christi (Pietá), Italien, um 1310

Als Meister der Pietá Fogg (engl. Master of the Fogg Pietá) wird ein Maler der Frührenaissance in Italien zum Anfang des 14. Jahrhunderts bezeichnet. Der namentlich nicht bekannte Künstler war vermutlich von ungefähr 1310 bis 1340 in Florenz und in Assisi tätig.

## Namensgebung
Über das Leben des Meisters der Pietá Fogg ist weiter nichts bekannt. Er erhielt seinen Notnamen nach seinem kleinformatigen nur 43 Zentimeter breiten  und  48 Zentimeter hohen Bild, das auf vergoldetem Hintergrund die Pietà, die Mutter Jesu nach der Kreuzabnahme mit dem Leichnam ihres Sohnes zeigt. Es befindet sich heute im Fogg Art Museum der Harvard University in Cambridge, Massachusetts, in den Vereinigten Staaten. Das Bild war eventuell Teil eines Altares.

## Maestro di Figline

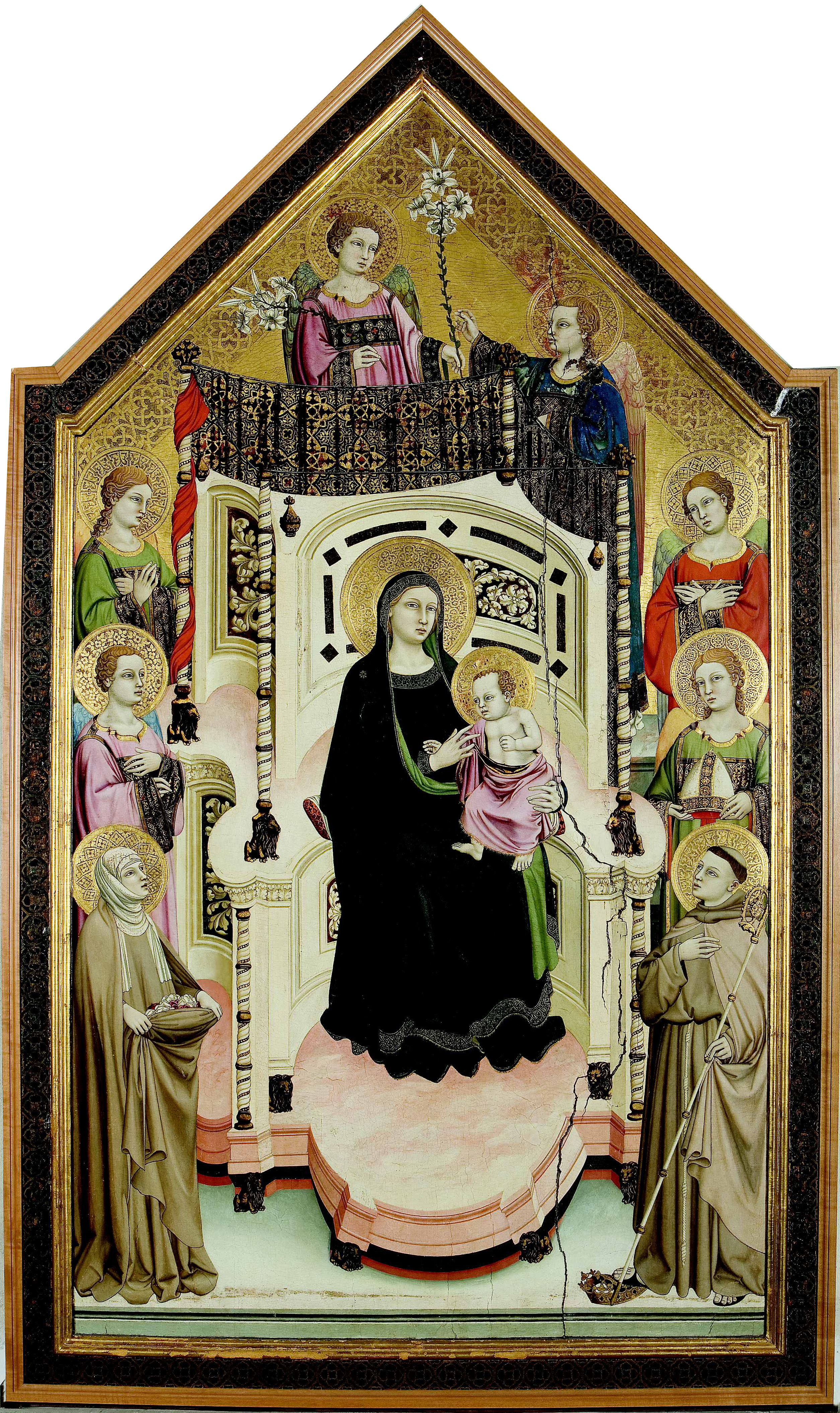
Maestro di Figline: Madonna mit Kind, Italien, um 1310

Dem Meister der Pietá Fogg wird auch eine Mariendarstellung mit Jesuskind, Heiligen und Engeln zugeschrieben, die Madonna in trono col Bambino, die sich in der Kirche Collegiata di Santa Maria in  Figline Valdarno südlich von Florenz befindet.  Daher wird er auch manchmal noch als Meister von Figline bezeichnet.

## Bedeutung
Die Arbeit des Meisters der Pietá Fogg ist selbst unter Kunsthistorikern bisher noch wenig bekannt. Jedoch wird er von Experten der Geschichte der Italienischen Renaissance als einer der wichtigen Maler des Trecento, der Zeit nach 1300  betrachtet, da er die Weiterentwicklung der italienischen Malerei zu Beginn dieser Epoche entscheidend beeinflusst haben soll. Der Meister hat Stilelemente in seinen Werken fortgeführt, die sich, ebenfalls in Florenz, schon bei dem als einem Wegbereiter der Renaissance betrachteten Maler Giotto di Bondone fanden und die schon dieser zur lebendigen und räumlichen Darstellung des Geschehens nutzte.  So drückt der Gesichtsausdruck der Pietá Fogg beispielsweise das Leiden Mariens realistisch dar und  Bewegungen der anderen Figuren zeigen deren unmittelbare Anteilnahme. Weiter deutet im  Hintergrund ein Fels die Natur nicht nur formelhaft an, wie es zuvor in der Malerei des Mittelalters und insbesondere der auch in Italien bekannten Ikonenmalerei üblich war, sondern der Meister schafft durch ihn realistische Perspektive und Tiefe des Raumes.
Dem Meister der Pietá Fogg werden durch Stilvergleich noch einige andere Werke zugeschrieben, die alle neben Einfluss der florentinischen Malerei Giottos auch einen Einfluss der Malerei aus Siena in der Tradition von Simone Martini erkennen lassen. Die Bilder zeigen den Beginn einer plastischen, realistischen und wohlproportionierten Darstellung von Figuren, deren Gestik und Gesichtsausdruck zur Anteilnahme am Geschehen einladen und deren räumliche Darstellung eine lebendige Handlung schaffen.

## Werke (Auswahl)
Dem Meister der Pietá Fogg werden unter anderem folgende Gemälde zugeschrieben:
- Pietà, Fogg Art Museum, Cambridge, Massachusetts, Inv. Nr. 1927.306
- Gottvater, Musée du Petit Palais, Avignon
- Der Heilige Laurentius, Courtauld Gallery, London
- Der Heilige Paulus, Sammlung C. J. H. Van Heek,  ’s Heerenbergh
- Zwei Heiligenbilder, Worcester Art Museum. Worcester, Massachusetts
  - Der Heilige Phillip,
  - Der Heilige Franziskus 1923.19

Weiter wird vermutet, dass der Meister der Pietá Fogg auch als Glas- und Freskenmaler arbeitete. So werden ihm folgende Werke dieser Gattungen zugeschrieben:
- Glasmalereien und Fresken in Kapellen der Kirche Santa Croce, Florenz
- Fresken in der Sakristei der Basilica und Fenster in der Unterkirche von Assisi
- Fresken in der Kirche Santa Maria in Arce in Rocca Sant’Angelo

## Identifizierung
Mit der Zuweisung von Glasbildern wurde auch vorgeschlagen, dass es sich beim Meister der Pietá Fogg um den Glas- und Bildermaler  Giovanni di Bonino handeln könnte. Dieser ist von 1325 bis 1345 nachweisbar und hat Fenster mit Heiligen in Orvieto und Perugia geschaffen. Allerdings steht dieser Maler der Umbrischen Schule nahe. Daher ist diese Identifizierung nicht allgemein anerkannt, da der Meister der Pietá Fogg doch eher direkt den Einfluss der florentinischen Malerei zeigt und daher wohl in der Stadt Florenz arbeitete.
Es wurde auch versucht zu argumentieren, dass der Meister der Pietá Fogg eher Mitte bis Ende des 14. Jahrhunderts tätig war, jedoch zeigt seine Verbindung zum Stil Giottos, dass seine Arbeit zu Beginn dieses Jahrhunderts wesentlich wahrscheinlicher ist.